# Syngespil
Et syngespil (sangspil, syngestykke, tysk »Singspiel«) er et dramatisk arbejde af lettere art og munter karakter, i hvilket sang og tale veksler med hinanden.